# Caxias (microregio)
Caxias is een van de 21 microregio's van de Braziliaanse deelstaat Maranhão. Zij ligt in de mesoregio Leste Maranhense en grenst aan de deelstaat Piauí in het oosten, de microregio Chapadas do Alto Itapecuru in het zuiden, de mesoregio Centro Maranhense in het westen en de microregio's Codó in het noordwesten en Coelho Neto in het noorden. De microregio heeft een oppervlakte van ca. 13.892 km². Midden 2004 werd het inwoneraantal geschat op 365.739.
Vijf gemeenten behoren tot deze microregio:
- Buriti Bravo
- Caxias
- Matões
- Parnarama
- Timon

Mesoregio's: Centro Maranhense · Leste Maranhense · Norte Maranhense · Oeste Maranhense · Sul Maranhense

Microregio's: Aglomeração Urbana de São Luís · Alto Mearim e Grajaú · Baixada Maranhense · Baixo Parnaíba Maranhense · Caxias · Chapadas das Mangabeiras · Chapadas do Alto Itapecuru · Chapadinha · Codó · Coelho Neto · Gerais de Balsas · Gurupi · Imperatriz · Itapecuru Mirim · Lençóis Maranhenses · Litoral Ocidental Maranhense · Médio Mearim · Pindaré · Porto Franco · Presidente Dutra · Rosário